# 马山前胡
马山前胡（学名：Peucedanum mashanense）是伞形科前胡属的植物，为中国的特有植物。分布在中国大陆的广西等地，生长于海拔300米的地区，见于山坡灌丛中和半阴处岩石缝，目前尚未由人工引种栽培。

## 别名
防风（广西马山）